# Паровой трактор

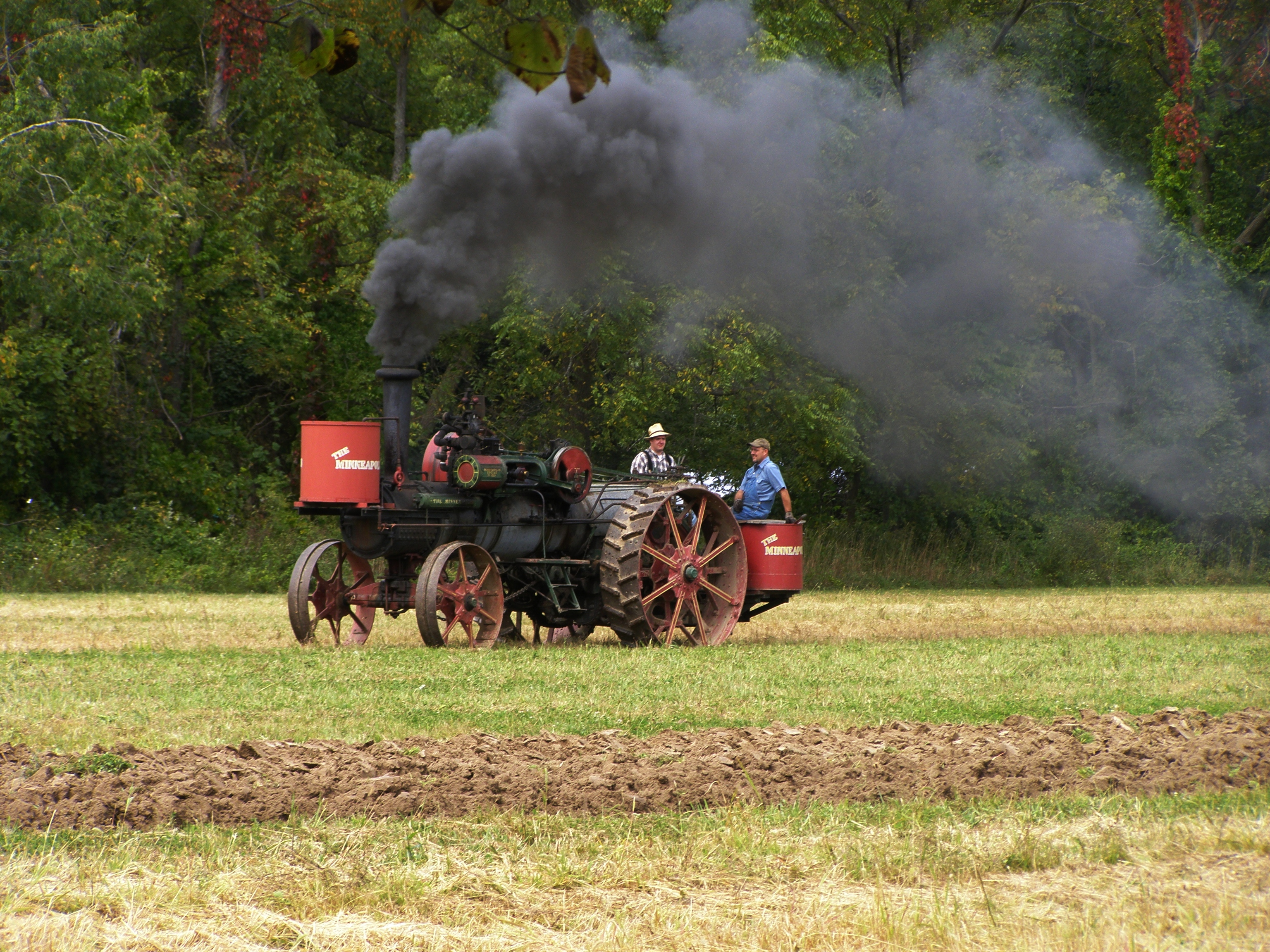
Работающий паровой трактор в 21 веке, США, 2009 год

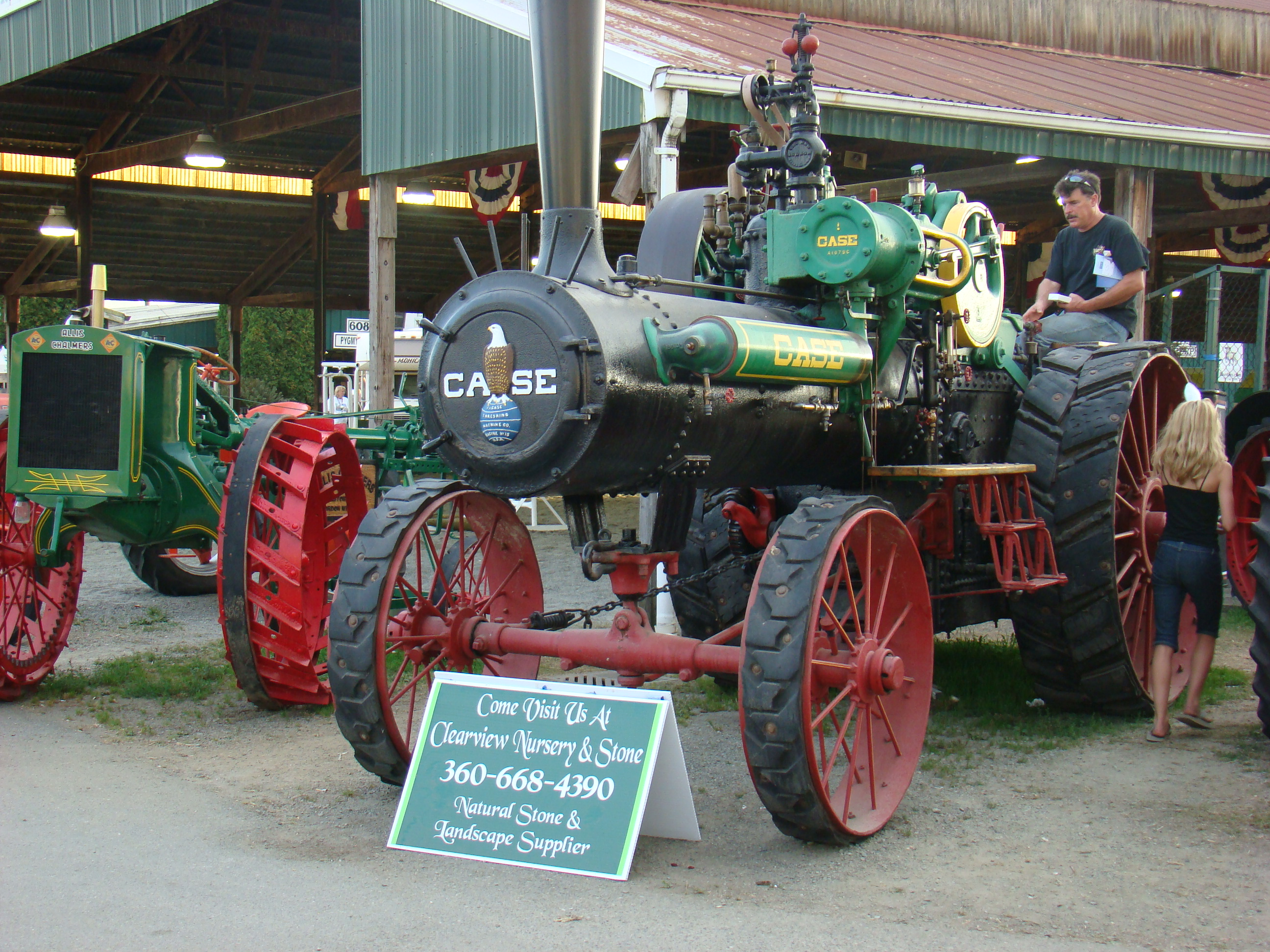
паровой трактор «Case»

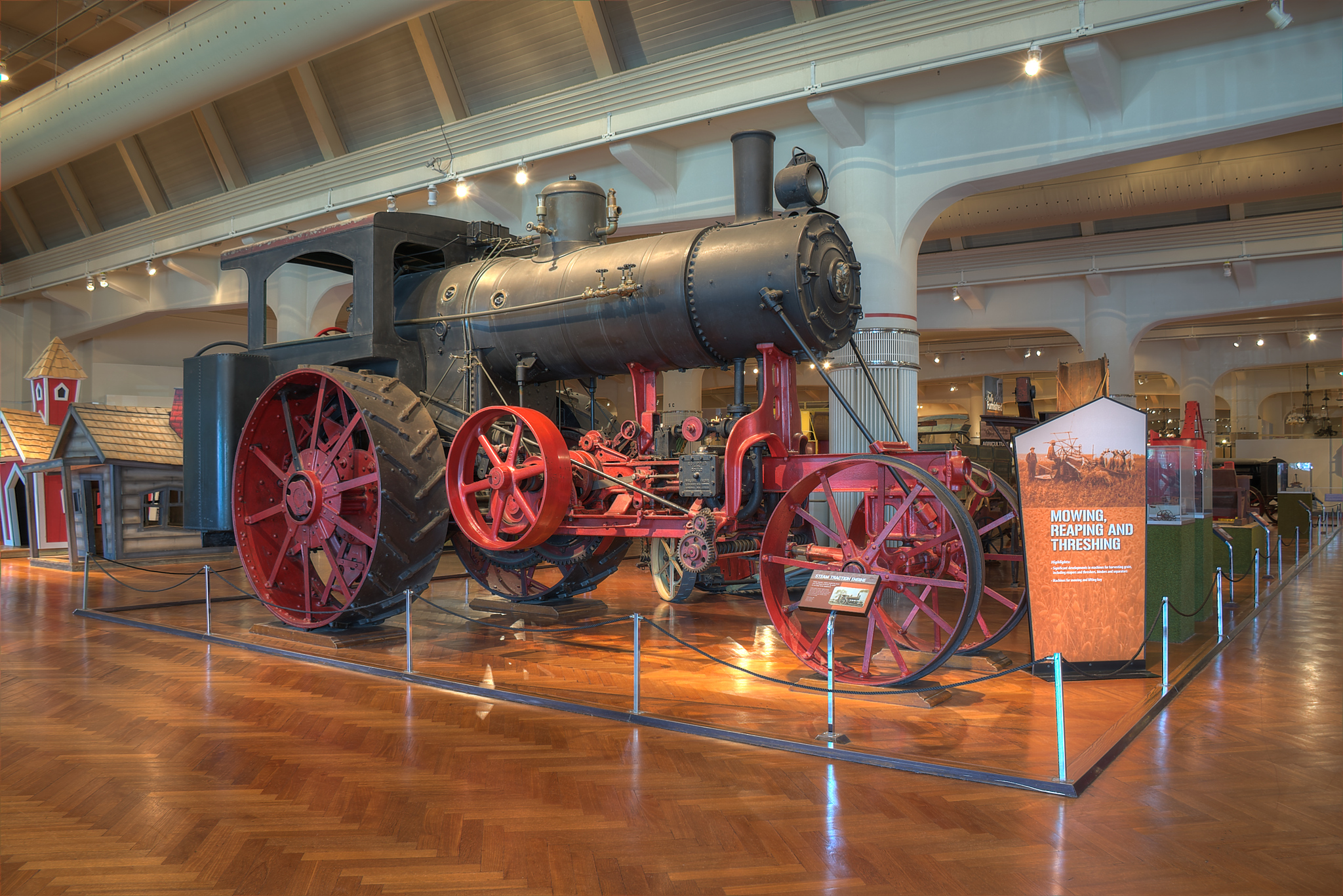
Паровой трактор в музее Генри Форда

Паровой трактор  — трактор или тягач, использующий в качестве силовой установки паровой двигатель (тепловой двигатель внешнего сгорания). Подобные трактора активно производились с конца 19 века и до окончания Второй мировой войны, паровые тракторы используют до сих пор энтузиасты и коллекционеры в США и других странах, часть из них хранится в музеях. Внешне они похожи на паровозы на колёсах.

## Классификация конструкций паровых тракторов и тягачей

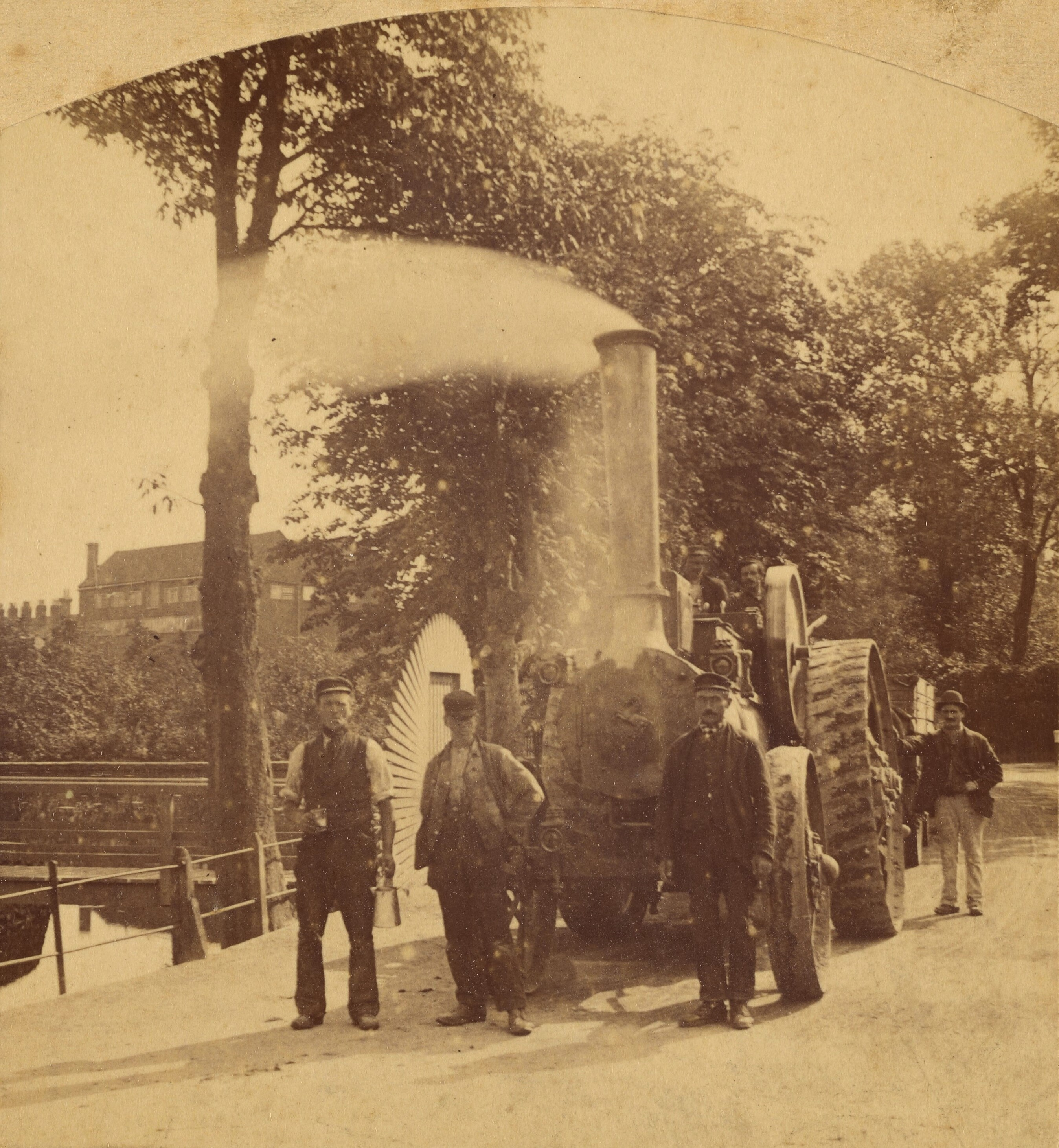
Одна из первых моделей парового трактора фирмы «Aveling and Porter». Около 1865 г.

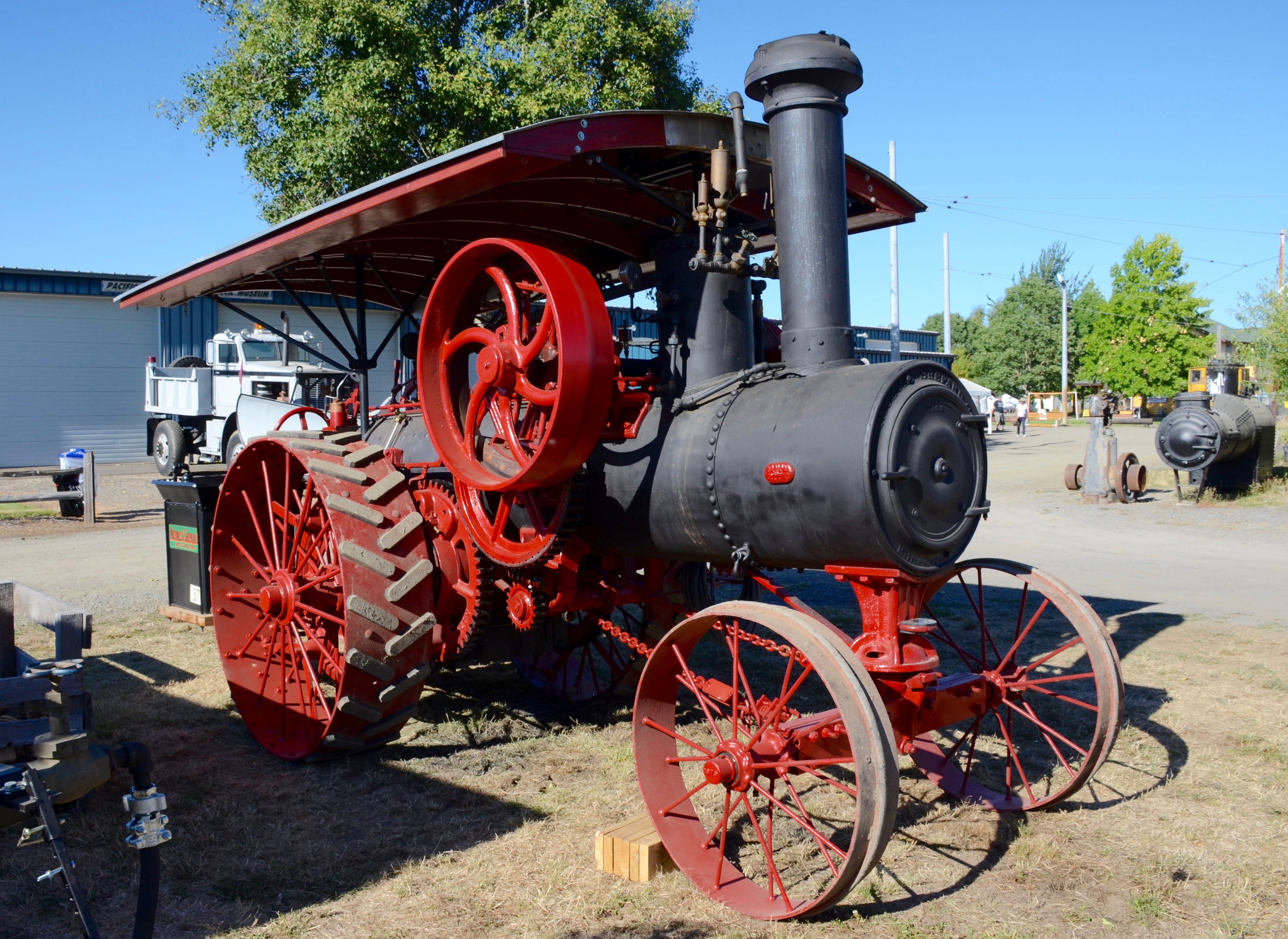

Тракторы создавались во многих странах Европы и в США, и производились множества конструкций и компоновок. Условно все конструкции можно разделить на 2-а типа:

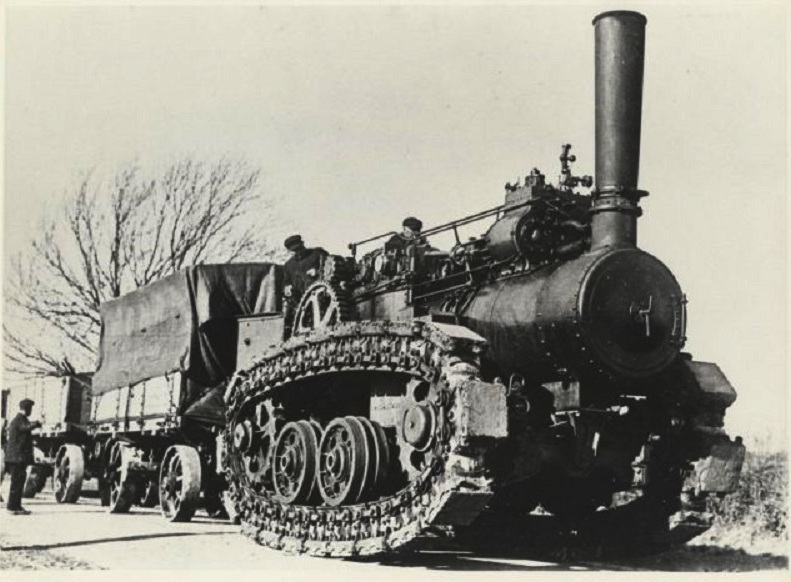
Паровой трактор- тип № 1: «overtype».

— тип № 1: «overtype» — «высокий тип», это если двигатель расположен непосредственно сверху на котле. Такой котел имеет конструкцию паровозного (локомобильного) типа, то есть жаротрубно — дымогарный.

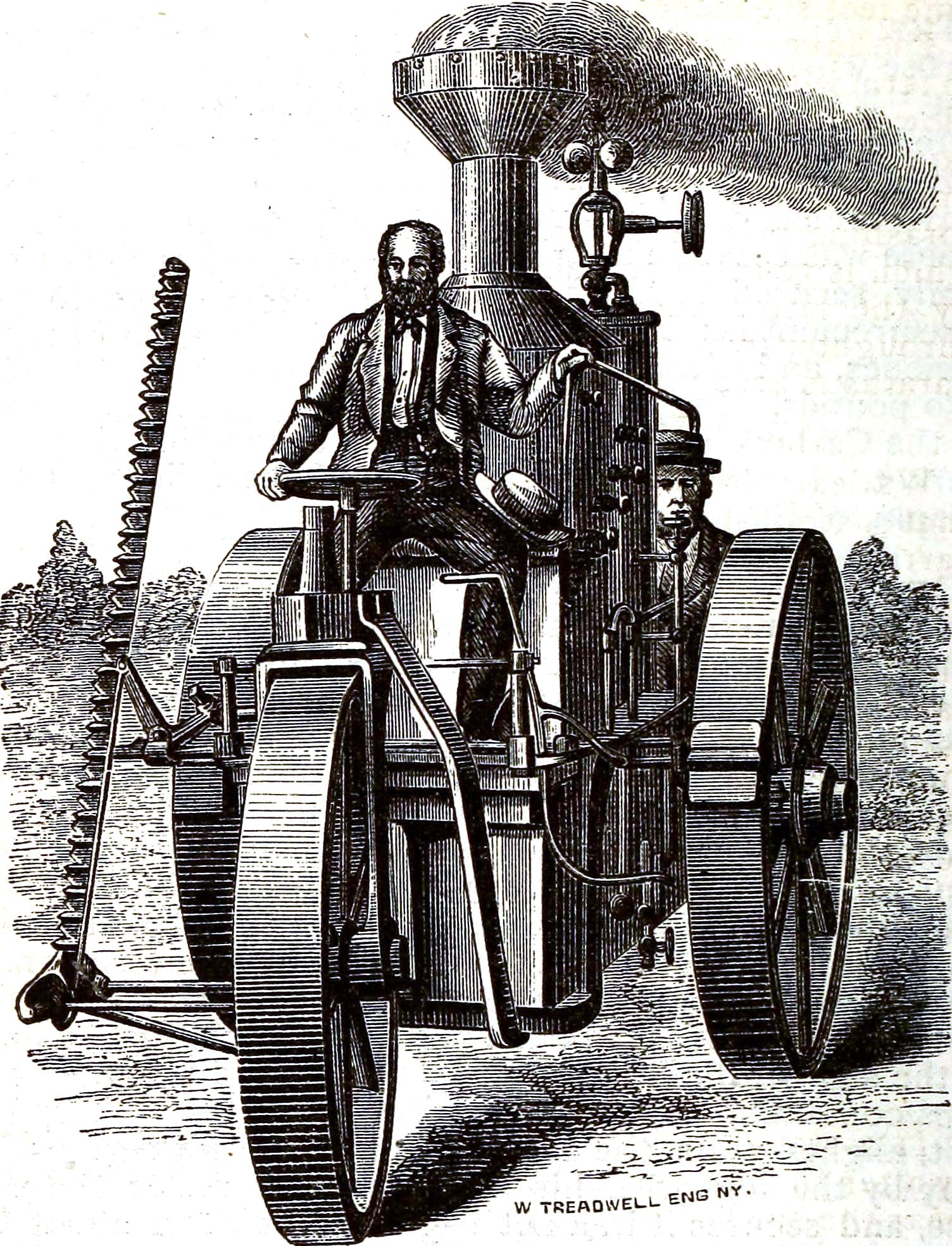
Паровой трактор-— тип № 2: «undertype» 1874 год

— тип № 2: «undertype» — «низкий тип», двигатель расположен где-то на раме трактора или автомобиля, то есть паровой мотор стоит отдельно от котла.
При этом конструкция котла может быть разной: как «объемного наполнения» — котлом водотрубным, так и жаротрубно-дымогарным, или даже прямоточным котлом, типа «Серполе».
Компоновка «overtype» использовалась исключительно в массивных тракторах — тягачах, которые были очень тяжелыми и громоздкими, что определялась конструкцией их котла паровозного типа, а также низкими параметрами пара, которые такие котлы могли развивать. Стоит указать, что котлы паровозного типа работали на давлении пара не более 12-14 атм. и действовали исключительно на выброс «мятого» пара в атмосферу. Таким образом, они функционировали без применения конденсаторов.
Компоновка «undertype», применялась когда паровой двигатель расположен на раме шасси, то есть установлен отдельно от котла, и использовалась в большом разнообразии компоновок. Эта конструкция применялась как для различных тракторов- тягачей, так и для различных автомобилей. В этом случае использовались котлы самой различной компоновки, в том числе и на жидком топливе — от керосина, до мазута. Наиболее технически совершенные модели котлов в таких автомобилях и тракторах создавали давление пара в 100 атм, что обеспечивало достаточно высокую экономичность и значительную мощность подобных паросиловых установок. Например, на давлении в 100 атм. работал мотор немецкого парового грузовика фирмы «Henschel», при температуре перегретого пара в 450 0С.

## Паровые трактора европейских производителей 1920-х и 1930-х
Наиболее активно паровые трактора выпускали:
— в Англии фирмы Sentinel, Foden, Atkinson, Robey, Garret
— во Франции Excho
— в Германии Henschel, Lanz, Borsig
— в США Bryan Harvester, Dilling, Stenly

## Советский паровой трактор
- В СССР в начале 50-х годов были созданы опытные образцы парового транспорта. Это паровой трактор ПТ-54 (на базе дизельного трактора ДТ-54), который работал на угле. Использование парового двигателя позволило убрать из конструкции трактора муфту сцепления, коробку передач, карданную передачу и коническую пару. Удаление этих узлов и агрегатов компенсировало появление тяжелого парового котла и бункера с углем, поэтому паровой трактор оказался лишь немного тяжелее своего дизельного донора, зато у него почти на 30 % увеличился крутящий момент и тяговое усилие. Топливный бункер вмещал 400 кг угля, что обеспечивало беспрерывной работы 3,5 часа при максимальной нагрузке.